# Maria Berny
Maria Teresa Berny z domu Waćkowska (ur. 7 sierpnia 1932 w Trościance, zm. 23 grudnia 2021 w Polanicy-Zdroju) – polska działaczka kulturalna i społeczna, pedagog oraz polityk, senator III i V kadencji.

## Życiorys

### Wykształcenie, działalność zawodowa i społeczna
Córka Franciszka i Stefanii, urodziła się na Wołyniu. Uczyła się w liceum pedagogicznym w Krzeszowicach, a następnie w 1970 ukończyła pedagogikę na Wydziale Filozoficzno-Historycznym Uniwersytetu Wrocławskiego.
Początkowo pracowała jako nauczycielka, a później jako animatorka kultury. Kierowała Klubem Międzynarodowej Prasy i Książki we Wrocławiu (1967–1974). Zainicjowała utworzenie przy klubie Galerii pod Moną Lisą (1967), którą współtworzyli Jan Chwałczyk i Jerzy Ludwiński, a która prezentowała najnowsze kierunki sztuki, dzieła i ich twórców. W jej ramach odbywały się wernisaże i spotkania z artystami. Galeria stała się istotnym miejscem początków sztuki konceptualnej w Polsce. W wypracowanych ramach jej działania ważne miejsce zajmował aspekt dyskursywny. Jako kierownik Galerii pod Moną Lisą Maria Berny weszła do komitetu organizacyjnego Sympozjum Plastycznego Wrocław ’70, które było inicjatywą m.in. Związku Polskich Artystów Plastyków i środowiska artystycznego związanego z kręgiem galerii. Należała do osób, które włączyły się w realizację kompozycji świetlnej Dziewięć promieni światła na niebie Henryka Stażewskiego.
W późniejszych latach Maria Berny zajmowała się kulturą w Zespole Uzdrowisk Kłodzkich (m.in. organizowała festiwale poświęcone Fryderykowi Chopinowi w Dusznikach-Zdroju i Stanisławowi Moniuszce w Kudowie-Zdroju). W latach 1975–1982 była dyrektorem Biura Wystaw Artystycznych we Wrocławiu, w tym okresie przygotowała liczne wystawy krajowe i zagraniczne.
Od 1945 działała w Organizacji Młodzieży Towarzystwa Uniwersytetu Robotniczego. Była członkinią Związku Młodzieży Polskiej i Związku Harcerstwa Polskiego, pełniła funkcję wiceprzewodniczącej Dolnośląskiej Rady Przyjaciół Harcerstwa.
W 2000 współtworzyła Stowarzyszenie Wspierania Bezpieczeństwa Obywateli. Dołączyła do Stowarzyszenia „Kuźnica” z siedzibą w Krakowie, a także do Stowarzyszenia Kobiet Aktywnych i Twórczych we Wrocławiu.

### Działalność polityczna
Należała do Polskiej Zjednoczonej Partii Robotniczej (od 1950), następnie do Socjaldemokracji Rzeczypospolitej Polskiej, w 1999 przystąpiła do Sojuszu Lewicy Demokratycznej (zasiadała we władzach regionalnych tej partii). W latach 1993–1997 sprawowała mandat senatora, reprezentowała województwo wrocławskie. W Senacie III kadencji pełniła funkcję zastępczyni przewodniczącego Komisji Kultury, Środków Przekazu, Wychowania Fizycznego i Sportu oraz była członkinią Komisji Regulaminowej i Spraw Senatorskich. W 1998 została radną sejmiku dolnośląskiego I kadencji, pełniąc funkcję wiceprzewodniczącej Komisji Kultury i Nauki. Ponownie uzyskała mandat senatorski w 2001 z okręgu wrocławskiego, który wykonywała do 2005. W marcu 2004 przeszła do Socjaldemokracji Polskiej. W 1997 i 2005 nie uzyskiwała senackiej reelekcji.

### Pochówek
Pochowana w charakterze świeckim 4 stycznia 2022 na Cmentarzu Grabiszyńskim we Wrocławiu.

## Publikacje
W 2011 opublikowała książkę Wieża radości. Wspomnienia, opowiadającą o życiu kulturalnym Wrocławia i Dolnego Śląska. Następnie ukazały się jej kolejne książki: Czwarta prawda. Wspomnienia nie tylko polityczne (2014), Wołynianka (2015), Klonu liść… (2017) oraz Pamiętnik dla Alicji. Świat w moich oczach (2020).

## Odznaczenia
W 1998 została odznaczona przez Prezydenta Aleksandra Kwaśniewskiego Krzyżem Oficerskim Orderu Odrodzenia Polski.